# Mario Gestri
Mario Gestri (Tizzana, 11 febbraio 1924 – Montecatini Terme, 4 dicembre 1953) è stato un ciclista su strada italiano.
Professionista dal 1950 al 1953, fu maglia nera al Giro d'Italia 1950.

## Carriera
Professionista nei primi anni cinquanta, corse per la Bartali, la Tebag, la Ganna e la Arbos. Fu gregario di Fiorenzo Magni e Gino Bartali e, per il suo ruolo di abile portaborracce, fu soprannominato "il carro-botte del Giro".
Partecipò a quattro edizioni del Giro d'Italia, vincendo la maglia nera nel 1950, e a un'edizione del Tour de Suisse. Morì in un incidente stradale presso il casello autostradale di Montecatini.

## Palmarès

### Altri successi
- 1950

Maglia nera Giro d'Italia

## Piazzamenti

### Grandi Giri
- Giro d'Italia

1950: 75º
1951: 64º
1952: 74º
1953: 62º

### Classiche monumento
- Milano-Sanremo

1950: 85º
1951: 75º
1953: 88º